# Versowood Areena
Die Versowood Areena ist eine Eissporthalle in der finnischen Stadt Heinola, die im Jahr 1984 unter dem Namen Heinolan Jäähalli eröffnet wurde und 2.975 Zuschauern Platz bietet. Sie ist die Heimarena des Eishockeyclubs HeKi, die in der Mestis, der zweithöchsten finnischen Eishockeyliga, spielt. Die Namensänderung der Eishalle erfolgte in der Mestis-Saison 2006/07, da Versowood neuer Sponsor des Eishockeyteams wurde. Auch die Eishockeymannschaft Tinatuopit und das örtliche Ringette-Team Heinola Ringette tragen in der Versowood Areena ihre Heimspiele aus.